# Carlos Martín Romero
Carlos Martín Romero (Lepe, Huelva; 18 de marzo de 1993) es un atleta español especializado en triple salto, aunque también compite en salto de longitud. Es en esta última modalidad en la que ha conseguido sus mayores logros, entre los que destaca su participación en el Campeonato de España de Atletismo en 2015 y 2019, en el Campeonato de España de Atletismo en pista cubierta en 2013 y 2021 y la medalla de oro en el Campeonato de Andalucía absoluto en 2012, 2015, 2019, 2020 ,2021 y 2022.

## Biografía
En 2010 quedó tercero en el Campeonato de Andalucía Juvenil en Pista Cubierta de Sevilla y sexto en el Campeonato de España Juvenil en Pista Cubierta de Oviedo. El mismo año debutó con cuarto lugar en el Campeonato de Andalucía absoluto de El Fontanar (Córdoba) con una marca de 13,63 metros. Al año siguiente quedó quinto en el Campeonato de Andalucía Absoluto en Pista Cubierta y duodécimo en el Campeonato de España Júnior en Pista Cubierta.
En 2012 ganó su primer Campeonato de Andalucía absoluto de Nerja con una marca de 14,45 metros y quedó segundo en el Campeonato de España Júnior en Pista Cubierta de San Sebastián y tercero en el Campeonato España Júnior de Avilés.
En 2013 quedó décimo en el Campeonato de España Absoluto en Pista Cubierta de Sabadell y tercero en el Campeonato de Andalucía absoluto de Antequera, el que además consiguió medalla de plata en salto de longitud.
En 2015 ganó nuevamente el Campeonato de Andalucía absoluto de Nerja con una marca de 14,98 metros y quedó decimotercero en el Campeonato de España de Atletismo 2015 en la modalidad de triple salto con una marca de 14,64 metros.
En 2017 logró medalla de plata en el Campeonato de Andalucía absoluto en Pista Cubierta en la modalidad de salto de longitud.
En 2018 logró plata en el Campeonato de Andalucía absoluto en Pista Cubierta en triple salto con una marca de 15,07 metros y quedó cuarto en salto de longitud con 6,93 metros.
En 2019 ganó la medalla de oro en el Campeonato de Andalucía absoluto en Pista Cubierta de Antequera con 15,03 metros y unos meses después en el Campeonato de Andalucía absoluto al aire libre de Nerja con una marca de 15,15 metros. También ganó la medalla de bronce con 7,07 en el Campeonato de Nerja y quedó noveno en el Campeonato de España de Atletismo de La Nucía.
En febrero de 2021 logró la medalla de oro en el Campeonato de Andalucía absoluto en pista cubierta de Antequera y quedó en quinto lugar en el Campeonato de España de Atletismo en pista cubierta  celebrado en Madrid.